# AS Magenta
AS Magenta är en fotbollsklubb från Nya Kaledonien. Laget spelar sina hemmamatcher på Stade Numa-Daly Magenta i staden Nouméa.